# Wypustki

Czerwone wypustki na mundurze Napoleona, olej na płótnie, Nationalmuseum, Sztokholm

Wypustki – wąski pasek tkaniny, odmiennego koloru, wykańczający brzeg ubioru lub wszyty między jego części, dla oznaczenia rodzaju wojsk lub odróżniania formacji.